# Anita Schöbel
Anita Schöbel (* 2. Mai 1969 in Stuttgart als Anita Schumacher) ist eine deutsche Mathematikerin, Professorin für Angewandte Mathematik an der Rheinland-Pfälzischen Technischen Universität in Kaiserslautern und Leiterin des Fraunhofer-Instituts für Techno- und Wirtschaftsmathematik.

## Werdegang
Schöbel absolvierte das Abitur mit der Gesamtnote 1,0 1988 am Karolinen-Gymnasium in Frankenthal. Anschließend studierte sie Mathematik und Wirtschaftswissenschaften an der Technischen Universität Kaiserslautern bei Horst Hamacher, wo sie 1994 ihr Diplom erhielt und 1998 Summa cum laude promovierte. Danach war sie als Schwerpunktleiterin des Bereichs Verkehr am Institut für Techno- und Wirtschaftsmathematik (1998–1999) und als wissenschaftliche Hochschulassistentin am Fachbereich Mathematik der TU Kaiserslautern (1999–2004) tätig. Ihre Habilitation erfolgte im Jahr 2003. Von 2004 bis 2018 war sie Professorin am Institut für Numerische und Angewandte Mathematik an der Georg-August Universität Göttingen. In dieser Zeit war sie 2008 und 2009 außerdem Gastwissenschaftlerin an der University of Auckland in Neuseeland.
Schöbel ist seit 2019 Professorin im Fachbereich Mathematik an der damaligen TU Kaiserslautern, heute Rheinland-Pfälzische Technische Universität Kaiserslautern-Landau und Leiterin des Fraunhofer-Instituts für Techno- und Wirtschaftsmathematik ITWM.
2019 und 2020 war sie Präsidentin der Gesellschaft für Operations Research (GOR); seit 2021 ist sie Präsidentin der Association of European Operational Research Societies (EURO).
2023 erhielt sie den Wissenschaftspreis der GOR, 2024 wurde sie zum Mitglied der Deutschen Akademie der Technikwissenschaften gewählt. Die Niedersächsische Akademie der Wissenschaften zu Göttingen zu Göttingen nahm sie 2025 als korrespondierendes Mitglied auf.
Anita Schöbel ist verheiratet und hat zwei Kinder.